# 勒戈迪佩尔什
勒戈迪佩尔什（法語：Le Gault-du-Perche，法語發音：[lə ɡo dy pɛʁʃ]，意为“佩尔什的勒戈”；1919年之前名为勒戈 (Le Gault)，1919-2017年间名为勒戈佩尔什 (Le Gault-Perche)）是法国卢瓦-谢尔省的一个市镇，位于该省西北部，属于旺多姆区。

## 地理
勒戈迪佩尔什（48°5'42"N, 0°58'46"E）面积28.2 平方千米，位于法国中央-卢瓦尔河谷大区卢瓦-谢尔省，该省份为法国中北部省份，北起厄尔-卢瓦省，东北接卢瓦雷省，东南接谢尔省，南至安德尔省，西南接安德尔-卢瓦尔省，西北接萨尔特省。
与勒戈迪佩尔什接壤的市镇（或旧市镇、城区）包括：拉巴佐什古埃、拉丰特内勒、勒普瓦莱、瓦尔迪耶尔、库埃特龙欧佩什。
勒戈迪佩尔什的时区为UTC+01:00、UTC+02:00（夏令时）。

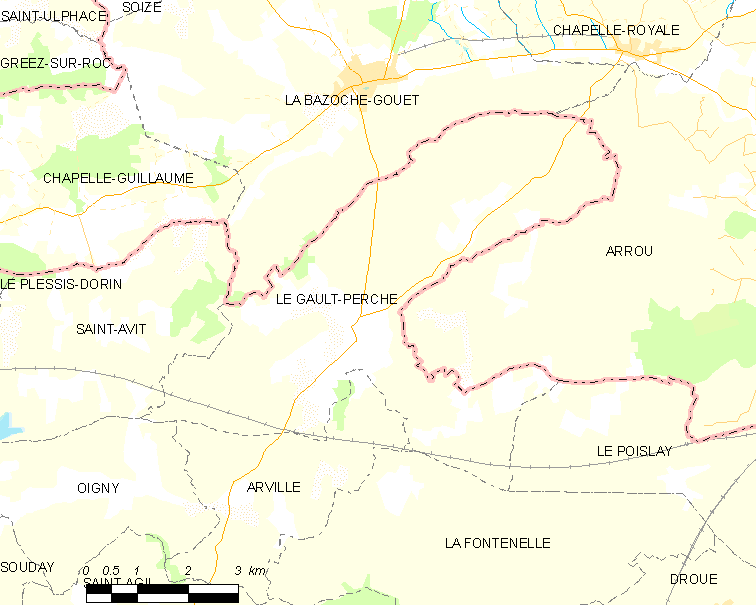
勒戈迪佩尔什的OSM定位图

## 行政
勒戈迪佩尔什的邮政编码为41270，INSEE市镇编码为41096。

## 政治
勒戈迪佩尔什所属的省级选区为佩尔什县。

## 人口

1962-2008年间勒戈迪佩尔什人口变化图示

勒戈迪佩尔什于2022年1月1日时的人口数量为319人。